# Roldano Lupi
Roldano Lupi, pseudonimo di Roldano Squassoni (Milano, 8 febbraio 1909 – Roma, 14 agosto 1989), è stato un attore e doppiatore italiano.

## Biografia

### Gli inizi
Figlio di Domenico Squassoni e di Maria Tardiani, conseguì a Milano il diploma di ragioniere, e successivamente si dedicò alla recitazione per puro diletto, entrando a far parte di alcune compagnie filodrammatiche locali.
Il passaggio al professionismo avviene relativamente tardi, nel 1938, quando ebbe l'occasione di entrare nella celebre compagnia di Kiki Palmer. Dopo questa importante esperienza, la sua carriera subì una forte accelerazione e passò prima nella compagnia di Guglielmo Giannini, e successivamente in quella del grande Ruggero Ruggeri e Dina Galli nel 1942. Nella stagione 1943-44 fece parte del Circo equestre Za-bum.

### Protagonista nel cinema

Roldano Lupi con Elena Zareschi in un'immagine del film Sissignora (1941) di Ferdinando Maria Poggioli

Nel frattempo per Lupi si aprirono le porte del cinema esordendo nel 1941 in un film di Ferdinando Maria Poggioli - di cui diverrà l'attore prediletto - Sissignora dove interpretò uno dei ruoli che lo resero celebre: l'amante egoista e cinico. Ma il successo nel cinema per Lupi avviene l'anno successivo, quando fu il protagonista di Gelosia, sempre con la regia di Poggioli.
Da quel momento e sino all'immediato dopoguerra, Lupi diventò un protagonista del grande schermo, caratterizzando le sue interpretazioni con una serietà e professionalità che gli valsero forti consensi dalla critica, la quale però, talvolta, gli rimproverò una certa fissità d'espressione.
Dotato di un volto dall'espressione spesso torva e accigliata, nonostante fosse divenuto protagonista di molti film di successo, Lupi non fu mai considerato un vero divo dal pubblico che non l'amò al pari di altri attori (Massimo Girotti, Amedeo Nazzari, Fosco Giachetti, Andrea Checchi) che pure ebbero ruoli talvolta simili ai suoi.
Proprio i ruoli in cui veniva confinato (amante geloso e folle, nobiluomo perfido e spregiudicato pronto a tutto per il denaro, inquietante assassino) divennero per certi versi un punto di forza professionale per Lupi; l'espressione ai limiti della follia che riusciva ad infondere ai suoi personaggi e l'aria torbida che aleggiava attorno a lui lo connotarono profondamente, ma per altri versi queste caratteristiche risultarono anche un limite per la sua carriera e la sua popolarità.
A cavallo della guerra interpretò Nessuno torna indietro di Alessandro Blasetti, Il cappello da prete di Poggioli (1944) e La porta del cielo di Vittorio De Sica. Nel dopoguerra spiccò ne Il testimone, L'adultera di Duilio Coletti e ne Il delitto di Giovanni Episcopo di Alberto Lattuada, Altura di Mario Sequi accanto a Girotti ed Eleonora Rossi Drago.

### Il ritorno al teatro, il doppiaggio e gli ultimi film
Progressivamente, nella seconda metà degli anni cinquanta in particolare, Lupi fu sempre più impiegato in ruoli di carattere; intanto, nel 1944, era tornato anche al teatro prima con la Magnani Ninchi poi, nel 1947, con il solo Carlo Ninchi. Successivamente fu protagonista, nel 1949, del grande allestimento estivo di Medea. Nel 1951 con la compagnia di Guido Salvini proseguì la sua attività sul palcoscenico, iniziando anche quella di attore radiofonico e di doppiatore (sue, fra le altre, le voci di alcune pellicole interpretate da Walter Pidgeon - nel cult movie Il pianeta proibito -, George Raft, Raymond Massey, Leo Genn, George Montgomery e il celebre attore di film western Roy Rogers).
Continuò a lavorare nel cinema anche negli anni sessanta in molti film di genere (fu un protagonista dei peplum italiani) venendo diretto da Riccardo Freda, Domenico Paolella, Primo Zeglio, Umberto Scarpelli ed altri specialisti, ma si prese la soddisfazione di girare anche film con registi d'oltralpe come i francesi Claude Autant-Lara, Christian-Jaque, Bernard Borderie e Henri Decoin. Fu anche il capitano De Treville ne I cavalieri della regina co-diretto da Mauro Bolognini e Joseph Lerner e tratto da I tre moschettieri.
Nel 1952 ebbe inoltre l'opportunità di essere partner del divo di Hollywood - nonché coetaneo - Errol Flynn ne Il maestro di Don Giovanni.

### La televisione

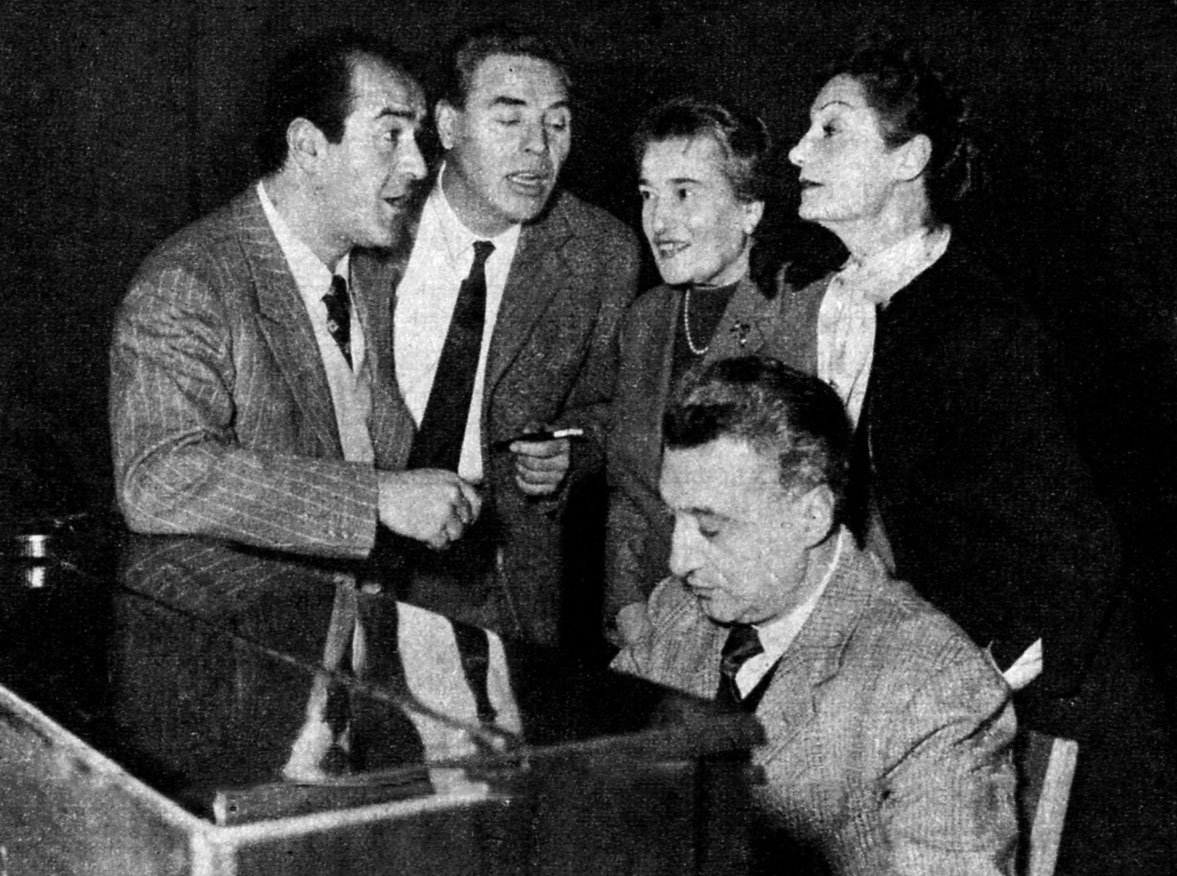
Ivo Garrani, Roldano Lupi, Vittorina Benvenuti, Claudio Fino e Sarah Ferrati durante le prove per una commedia negli studi Tv Rai 1957

Con la nascita della televisione gli impegni di Lupi si spostarono progressivamente dal grande al piccolo schermo, nel quale fu protagonista di spettacoli di prosa e sceneggiati televisivi come Canne al vento, del 1958, regia di Mario Landi, Mont Oriol, di Claudio Fino, sempre del 1958, L'isola del tesoro, del 1959, di Anton Giulio Majano, Tom Jones, di Eros Macchi, del 1960 e Una tragedia americana, del 1962, La donna di fiori, miniserie televisiva con il tenente Sheridan, e la fiera della vanità, del 1967, ancora per la regia di Majano.
Seguiranno poi La sciarpa di Guglielmo Morandi del 1963, I miserabili di Sandro Bolchi del 1964, David Copperfield del 1965 ancora di Majano.
Nello stesso anno prese parte a Questa sera parla Mark Twain di Daniele D'Anza. Fu poi in altri teleromanzi fra cui La mie prigioni di nuovo di Bolchi del 1968 ed Eleonora, di Silverio Blasi, del 1973.
La sua intensa attività teatrale e televisiva si protrasse fino al 1979 quando apparve per l'ultima volta in Racconti di fantascienza di Blasetti.
Lupi è stato sposato con l'attrice del teatro veneto Pina Bertoncello.
È sepolto nel Cimitero Flaminio di Roma.

## Filmografia parziale

Roldano Lupi in Altri tempi (1952) di Alessandro Blasetti

- Sissignora, regia di Ferdinando Maria Poggioli (1941)
- Gelosia, regia di Ferdinando Maria Poggioli (1942)
- Sogno d'amore, regia di Ferdinando Maria Poggioli (1943)
- Addio, amore!, regia di Gianni Franciolini (1943)
- Nessuno torna indietro, regia di Alessandro Blasetti (1943)
- Giacomo l'idealista, regia di Alberto Lattuada (1943)
- Il cappello da prete , regia di Ferdinando Maria Poggioli (1944)
- La porta del cielo, regia di Vittorio De Sica (1944)
- Vivere ancora, regia di Nino Giannini e Leo Longanesi (1944)
- Non ammazzare, episodio de I dieci comandamenti, regia di Giorgio Walter Chili (1945)
- La freccia nel fianco, regia di Alberto Lattuada e Mario Costa (1945)
- L'adultera, regia di Duilio Coletti (1946)
- Umanità, regia di Jack Salvatori (1946)
- Pian delle stelle, regia di Giorgio Ferroni (1946)
- Il testimone, regia di Pietro Germi (1946)
- Il delitto di Giovanni Episcopo, regia di Alberto Lattuada (1947)
- Amanti senza amore, regia di Gianni Franciolini (1947)
- Il diavolo bianco, regia di Nunzio Malasomma (1947)
- Il fiacre n. 13, regia di Mario Mattoli (1947)
- L'uomo dal guanto grigio, regia di Camillo Mastrocinque (1948)
- Giudicatemi, regia di Giorgio Cristallini (1949)
- Duello senza onore, regia di Camillo Mastrocinque (1949)
- Altura, regia di Mario Sequi (1949)
- L'edera, regia di Augusto Genina (1950)
- L'urlo, regia di Ferruccio Cerio (1950)
- Altri tempi, epis. La morsa, regia di Alessandro Blasetti (1952)
- La ragazza di Trieste, regia di Bernard Borderie (1952)
- Il segreto delle tre punte, regia di Carlo Ludovico Bragaglia (1952)
- Il maestro di Don Giovanni, regia di Vittorio Vassarotti e Milton Krims (1952)
- L'angelo del peccato, regia di Leonardo De Mitri e Vittorio Carpignano (1952)
- Koenigsmark, regia di Solange Térac (1953)
- Frine, cortigiana d'Oriente, regia di Mario Bonnard (1953)
- I cavalieri della regina, regia di Mauro Bolognini e Joseph Lerner (1954)
- La campana di San Giusto, regia di Mario Amendola e Ruggero Maccari (1954)
- Il vetturale del Moncenisio, regia di Guido Brignone (1954)
- Casa Ricordi, regia di Carmine Gallone (1954)
- Il processo dei veleni, regia di Henri Decoin (1955)
- La cortigiana di Babilonia, regia di Carlo Ludovico Bragaglia (1955)
- Lui, lei e il nonno, regia di Anton Giulio Majano (1960)
- I mongoli, regia di Riccardo Freda, André De Toth e Leopoldo Savona (1961)
- Il conte di Montecristo (Le Comte de Monte-Cristo), regia di Claude Autant-Lara (1961)
- Il giustiziere dei mari, regia di Domenico Paolella (1961)
- Il gigante di Metropolis, regia di Umberto Scarpelli (1961)
- Le sette sfide, regia di Primo Zeglio (1961)
- Il mistero del tempio indiano, regia di Mario Camerini (1963)
- Kali Yug, la dea della vendetta, regia di Mario Camerini (1963)
- Maciste nell'inferno di Gengis Khan, regia di Domenico Paolella (1964)
- Buffalo Bill - L'eroe del Far West, regia di Mario Costa (1964)
- Il colosso di Roma, regia di Giorgio Ferroni (1964)
- La vendetta dei gladiatori, regia di Luigi Capuano (1964)

## Doppiaggio
- Raymond Massey in La vita futura
- Roy Rogers in Lo scrigno delle sette perle
- Walter Pidgeon in Il pianeta proibito
- Leo Genn in Quo vadis
- George Raft in Le spie
- George Montgomery in La moneta insanguinata
- Cedric Hardwicke in Il terrore di Frankenstein
- Max Baer in Africa strilla
- Henry Daniell in Les Girls

## Prosa radiofonica RAI
- Miracolo, di Nicola Manzari, regia di Guglielmo Morandi, trasmessa il 12 febbraio 1948.
- Il mio cuore è nel sud, di Giuseppe Patroni Griffi, musiche di Bruno Maderna, regia di Anton Giulio Majano (1950)
- Il sole non si ferma, di Giuseppe Bevilacqua, regia di Anton Giulio Majano, trasmessa il 5 maggio 1952
- Il Ciclope, di Euripide, regia di Guglielmo Morandi, trasmessa il 15 novembre 1952
- Il ratto di Proserpina, di Rosso di San Secondo, regia di Alberto Casella, trasmessa il 7 aprile 1953
- L'ultima stanza, di Graham Greene, regia di Orazio Costa, trasmessa  1 gennaio 1954
- la tela di Penelope, di Raffaele Calzini, regia di Alberto Casella, trasmessa il 23 febbraio  1954
- Marea di settembre, commedia di Daphne du Maurier, regia di Umberto Benedetto, trasmessa il 20 febbraio 1956

## Prosa e sceneggiati televisivi RAI
- Canne al vento di Grazia Deledda, regia di Mario Landi, trasmesso dall'8 novembre al 29 novembre 1958.
- Mont Oriol di Guy de Maupassant, regia di Claudio Fino, trasmesso dall'8 marzo al 29 marzo 1958.
- L'isola del tesoro di Robert Louis Stevenson, regia di Anton Giulio Majano, trasmesso dal 7 febbraio al 7 marzo 1959.
- Tom Jones di Henry Fielding, regia di Eros Macchi, trasmesso dal 29 maggio al 3 luglio 1960.
- Una tragedia americana di Theodore Dreiser, regia di Anton Giulio Majano, trasmesso dall'11 novembre 1962 al 23 dicembre 1962.
- La sciarpa, regia di Guglielmo Morandi, trasmessa nel 1963.
- I Miserabili, regia di Sandro Bolchi trasmessa nel 1964
- La donna di fiori, regia Anton Giulio Majano (1965)
- Le piccole volpi, regia di Vittorio Cottafavi, trasmessa il 12 novembre 1965
- David Copperfield di Charles Dickens, regia di Anton Giulio Majano, trasmesso dal 26 dicembre 1965 al 13 febbraio 1966.
- La fiera della vanità, regia di Anton Giulio Majano, trasmessa dal 12 novembre al 24 dicembre 1967.
- L'incoronazione di Carlo Magno, regia di Piero Schivazappa, 1968.
- La polizia, tratto dalla novella di Sławomir Mrożek, regia di Dante Guardamagna, trasmesso dal Secondo programma il 14 febbraio 1969
- I fratelli Karamazov di Fëdor Dostoevskij, regia di Sandro Bolchi, trasmesso dal 16 novembre al 28 dicembre 1969.
- Eleonora di Tullio Pinelli, regia di Silverio Blasi, trasmessa nel 1972.
- La figlia di Jorio, regia di Silverio Blasi, trasmessa nel giugno 1974.
- Accadde a Lisbona, regia di Daniele D'Anza, trasmessa nel 1974.
- Murat di Dante Guardamagna, regia di Silverio Blasi, trasmessa nel 1975.
- Dov'è Anna?, regia di Piero Schivazappa, trasmessa dal 13 gennaio al 24 febbraio 1976.

## Prosa teatrale
- Jegor Bulycov e gli altri di Maksim Gor'kij, regia di Vito Pandolfi, prima al Teatro Quirino di Roma il 28 novembre 1944.
- Così per gioco di Armand Salacrou, regia di Carlo Ninchi, prima al Teatro Quirino di Roma il 6 dicembre 1944.
- Il tempo e la famiglia Conway di John Boynton Priestley, regia di Alessandro Blasetti, prima al Teatro delle Arti di Roma il 10 aprile 1945.
- Anna Christie di Eugene O'Neill, regia di Orazio Costa, prima al Teatro Eliseo di Roma il 14 dicembre 1945.